# 정우주
정우주(鄭宇宙, 2006년 11월 7일~)는 대한민국의 야구 선수로 현재 KBO 리그 한화 이글스의 투수로 뛰고 있다.

## 경력
2025년에 한화 이글스에 입단하였다. 2025년 3월 23일 kt wiz와의 경기에 구원 등판하며 데뷔 첫 경기를 치렀고, 경기에서 1이닝 무실점을 기록했다.

## 출신 학교
- 남양주백봉초등학교
- 건국대학교 사범대학 부속중학교
- 신일고등학교(전학) -> 전주고등학교(졸업)